# Wailekia
Wailekia — рід адапіформних приматів, що жили в Азії в пізньому еоцені.